# Atelognathus
Genre
Atelognathus est un genre d'amphibiens de la famille des Batrachylidae.

## Répartition
Les sept espèces de ce genre se rencontrent en Patagonie au Chili et en Argentine.

## Liste des espèces
Selon Amphibian Species of the World (19 novembre 2016) :
- Atelognathus ceii Basso, 1998
- Atelognathus nitoi (Barrio, 1973)
- Atelognathus patagonicus (Gallardo, 1962)
- Atelognathus praebasalticus (Cei & Roig, 1968)
- Atelognathus reverberii (Cei, 1969)
- Atelognathus salai Cei, 1984
- Atelognathus solitarius (Cei, 1970)

## Publication originale
- Lynch, 1978 : A re-assessment of the Telmatobiine Leptodactylid frogs of Patagónia. Occasional Papers of the Museum of Natural History, University of Kansas, vol. 72, p. 1-57 (texte intégral)